# Eurobowl 1999
Navigation
Édition précédente Édition suivante
L'Eurobowl 1999 est la 13e édition de l'Eurobowl.
Elle sacre les Allemands des Lions de Brunswick.

## Clubs de l'édition 1999
| Équipe                       | Nationalité        |
| ---------------------------- | ------------------ |
| Blue Devils de Hambourg      | Allemagne          |
| Crocodiles de Cologne        | Allemagne          |
| Lions de Brunswick           | Allemagne          |
| Razorbacks de Rüsselsheim    | Allemagne          |
| Giants de Graz               | Autriche           |
| Aarthus Tigers               | Danemark           |
| Dracs de Badalona            | Espagne            |
| Helsinki Roosters            | Finlande           |
| Argonautes d'Aix-en-Provence | France             |
| Flash de La Courneuve        | France             |
| Frogs de Legnano             | Italie             |
| Lions de Bergame             | Italie             |
| Prague Panthers              | République tchèque |
| Bears de Moscou              | Russie             |
| Mean Machines de Stockholm   | Suède              |
| Saint-Gallen Vipers          | Suisse             |
| Scythians de Donetsk         | Ukraine            |

## Les matches de poules
| Date     | Home         | Score   | Away          |
| -------- | ------------ | ------- | ------------- |
| 21 mars  | Frogs        | 27 - 29 | Dracs         |
| 3 avril  | Crocodiles   | 17 - 41 | Bergame       |
| 3 avril  | Vipers       | 7 - 28  | Flash         |
| 11 avril | Dracs        | 13 - 30 | Argonautes    |
| 18 avril | Roosters     | 16 - 8  | Mean Machines |
| 18 avril | Flash        | 14 - 16 | Vipers        |
| 18 avril | Giants       | 17 - 41 | Crocodiles    |
| 24 avril | Bergame      | 60 - 48 | Giants        |
| 25 avril | Tigers       | 14 - 16 | Roosters      |
| 1er mai  | Razorbacks   | 21 - 26 | Panthers      |
| 1er mai  | Argonautes   | 14 - 25 | Frogs         |
| 2 mai    | Scythians    | 0 - 3   | Bears         |
| 2 mai    | Mean Machine | 13 - 34 | Tigers        |

## Classement général
| Qualifié en quart de finale |

| Club                 | Vic. | Nuls | Déf. | Pts | Pts pour | Pts contre |
| -------------------- | ---- | ---- | ---- | --- | -------- | ---------- |
| Bears de Moscou      | 1    | 0    | 0    | 2   | 3        | 0          |
| Scythians de Donetsk | 0    | 0    | 1    | 0   | 0        | 3          |

| Club                       | Vic. | Nuls | Déf. | Pts | Pts pour | Pts contre |
| -------------------------- | ---- | ---- | ---- | --- | -------- | ---------- |
| Helsinki Roosters          | 2    | 0    | 0    | 4   | 32       | 22         |
| Aarthus Tigers             | 1    | 0    | 1    | 2   | 48       | 29         |
| Mean Machines de Stockholm | 0    | 0    | 2    | 0   | 21       | 50         |

| Club                     | Vic. | Nuls | Déf. | Pts | Pts pour | Pts contre |
| ------------------------ | ---- | ---- | ---- | --- | -------- | ---------- |
| Prague Panthers          | 1    | 0    | 0    | 2   | 26       | 21         |
| Razobacks de Rüsselsheim | 0    | 0    | 1    | 0   | 21       | 26         |

| Club                  | Vic. | Nuls | Déf. | Pts | Pts pour | Pts contre |
| --------------------- | ---- | ---- | ---- | --- | -------- | ---------- |
| Flash de La Courneuve | 1    | 0    | 1    | 2   | 42       | 23         |
| Saint-Gallen Vipers   | 1    | 0    | 1    | 2   | 23       | 42         |

| Club                  | Vic. | Nuls | Déf. | Pts | Pts pour | Pts contre |
| --------------------- | ---- | ---- | ---- | --- | -------- | ---------- |
| Lions de Bergame      | 2    | 0    | 0    | 4   | 101      | 65         |
| Crocodiles de Cologne | 1    | 0    | 1    | 2   | 58       | 58         |
| Giants de Graz        | 0    | 0    | 2    | 0   | 65       | 101        |

| Club              | Vic. | Nuls | Déf. | Pts | Pts pour | Pts contre |
| ----------------- | ---- | ---- | ---- | --- | -------- | ---------- |
| Frogs de Legnano  | 1    | 0    | 1    | 2   | 52       | 43         |
| Argonautes d'Aix  | 1    | 0    | 1    | 2   | 34       | 38         |
| Dracs de Badalona | 1    | 0    | 1    | 2   | 42       | 57         |

## Play-offs

### Quarts de finale
| Date        | Home                  | Score   | Away                    |
| ----------- | --------------------- | ------- | ----------------------- |
| 15 mai 1999 | Flash de La Courneuve | 0 - 35  | Blue Devils de Hambourg |
| 15 mai 1999 | Prague Panthers       | 0 - 74  | Lions de Brunswick      |
| 16 mai 1999 | Lions de Bergame      | 14 - 28 | Frogs de Legnano        |
| 22 mai 1999 | Helsinki Roosters     | 39 - 18 | Bears de Moscou         |

### Demi-finales
| Date        | Home              | Score   | Away                    |
| ----------- | ----------------- | ------- | ----------------------- |
| 22 mai 1999 | Frogs de Legnano  | 21 - 41 | Blue Devils de Hambourg |
| 22 mai 1999 | Helsinki Roosters | 14 - 21 | Lions de Brunswick      |

### Finale
| Date                                           | Vainqueur          | Score   | Perdant                 |
| ---------------------------------------------- | ------------------ | ------- | ----------------------- |
| 7 juillet 1999, à Hambourg au Volksparkstadion | Lions de Brunswick | 27 - 23 | Blue Devils de Hambourg |

## Source
- (fr)